# Polyrhachis regularis
Polyrhachis regularis är en myrart som beskrevs av Mayr 1867. Polyrhachis regularis ingår i släktet Polyrhachis och familjen myror. Inga underarter finns listade i Catalogue of Life.